# Radovanovy radovánky
Radovanovy radovánky je literární dílo Zdeňka Svěráka. Příběh nejprve v roce 1987 připravil pro televizní Večerníček (premiérově vysílaný v březnu 1989), který namluvil Luděk Sobota. Až poté jej přepsal do literární podoby, vydal knižně (1994) a posléze v roce 1995 též načtené na magnetofonové kazetě (MC) a následně – roku 1998 – i kompaktním disku (CD).
Příběh vypráví o chlapci Bohuslavovi, jehož rodiče mají zahradnictví. Protože se Bohuslav stále směje a raduje, začnou mu ostatní říkat Radovan. Ve společnosti svého psa Kvika a kamarádky Kateřiny prožívá různá dobrodružství. V nich se objevuje záporný hrdina příběhu, zlý výrostek Hugo. Každý příběh ale nakonec dobře dopadne a dobro zvítězí nad zlem.

## Seznam dílů
Večerníčková podoba díla má tyto části:
1. Závody žížal
2. Zloděj salátu
3. Motýlí vánek
4. Mlha jako v prádelně
5. Mlynáři se perou
6. Venku je samec
7. Hvízdání
8. Na trhu
9. Bláznivý vítr
10. Psí víno
11. Soutěž trpaslíků
12. Obří kedluben
13. Hugo se polepšuje